# Carentinus
Carentinus war der vierte überlieferte Bischof von Köln.
Über die genaueren Lebensdaten, wie Geburtsdatum und Sterbedatum, ist nichts überliefert worden. Carentinus wurde 565/566 von Venantius Fortunatus als Erneuerer seiner Kirche besungen. Der Bericht des Venantius Fortunatus über die Bautätigkeit des Bischofs Carentinus wurde lange so interpretiert, als habe dieser entweder Emporen in einer bereits bestehenden Kirche anlegen lassen oder eine neue Emporenkirche errichtet, um den wachsenden Zustrom aufzufangen, und sei daher wohl auf die merowingische Erweiterung des Domes zu beziehen. Becht-Jördens argumentiert jedoch für St. Gereon und deutet die Verse des Venantius in Carmen III 14 als Hinweis auf ein Kuppelmosaik mit den Heiligen und Himmlischen Heerscharen, die, mit den Gläubigen zu einer Gemeinschaft vereint, Gott lobpreisen.